# 41 Arietis
Bharani eller 41 Arietis, som är stjärnans Flamsteed-beteckning, är en trippelstjärna belägen i den norra delen av stjärnbilden Väduren. Den har en genomsnittlig kombinerad skenbar magnitud på ca 3,63 och är lätt synlig för blotta ögat där ljusföroreningar ej förekommer. Baserat på parallaxmätning inom Hipparcosuppdraget på ca 19,7 mas, beräknas den befinna sig på ett avstånd på ca 166 ljusår (ca 51 parsek) från solen. Den rör sig bort från solen med en heliocentrisk radialhastighet av ca 4 km/s.
Konstellationen består av en dubbelstjärna, betecknat 41 Arietis A, tillsammans med en tredje följeslagare, 41 Arietis D. (41 Arietis B och C bildar optiska par med A, men är inte fysiskt förbundna.) stjärnorna i 41 Arietis A är själva betecknad 41 Arietis Aa (formellt benämns Bharani / b AER ə n i / ) och Ab.

## Nomenklatur
Det var den franske astronomen Nicolas-Louis de Lacaille som 1757 uppkallade stjärnan Lilii Austrina som stjärna i den gamla stjärnbilden Lilium. Līliī Austrina är helt enkelt latin för ”i södra Lilium”. Līliī Austrīnā, Līliī Boreā, “i norra Lilium” var stjärnan 39 Arietis, som sedan 2017 lyder under detta namn.
År 2016 organiserade Internationella astronomiska unionen en arbetsgrupp för stjärnnamn (WGSN) med uppgift att katalogisera och standardisera namn för stjärnor. WGSN fastställde namnet Bharani för 41 Arietis Aa den 30 juni 2017 och detta finns nu i IAU:s Catalog of Starname.

## Egenskaper
Primärstjärnan 41 Arietis Aa är en blå till vit stjärna i huvudserien av spektralklass B8 Vn där suffixet 'n' anger "diffusa" absorptionslinjer i stjärnans spektrum orsakat av Dopplereffekten av snabb rotation. Den har en projicerad rotationshastighet på 175 km/s, vilket ger stjärnan en något tillplattad form med en ekvatorialradie som är 12 procent större än stjärnans polarradie. Den har en massa som är ca 3 solmassor, en radie som är ca 2 solradier och utsänder ca 160 gånger mera energi än solen från dess fotosfär vid en effektiv temperatur av ca 11 900 K.
41 Arietis, eller Bharani, är en misstänkt variabel, som varierar mellan visuell magnitud +3,60 och 3,64 utan någon fastslagen periodicitet. Den antas ingå i rörelsegruppen AB Doradus och har en omkretsande följeslagare med en vinkelseparation på 0,3 bågsekunder.